# Lansquenet (1909)
Lansquenet – francuski niszczyciel z okresu I wojny światowej. Jednostka typu Spahi. Okręt wyposażony w cztery kotły parowe opalane węglem (zapas paliwa 115 t) i dwie maszyny parowe. W czasie I wojny światowej operował na Morzu Śródziemnym. Przetrwał wojnę. Został skreślony z listy floty w grudniu 1928 roku.
14 grudnia 1917 roku eskortował na Morzu Jońskim wraz z niszczycielem „Mameluk” krążownik „Châteaurenault”, służący jako transportowiec wojska. Rano krążownik został zatopiony na północ od Kefalonii przez niemiecki okręt podwodny UC-38, po czym „Lansquenet” wziął na pokład 436 rozbitków. „Lansquenet” następnie zaatakował okręt podwodny siedmioma bombami głębinowymi i zmusił do wynurzenia, po czym UC-38 został zatopiony przez niszczyciele.